# Тайсір Аль-Джассім
Тайсір Джабір Абдельмухсін Аль-Джассім (араб. تيسير جابر عبد المحسن الجاسم; нар. 25 липня 1984, Ер-Ріяд) — саудівський футболіст, півзахисник клубу «Аль-Аглі». Футболіст року в Саудівській Аравії (2012).
Виступав, зокрема, за клуби «Аль-Аглі» та «Аль-Гарафа», а також національну збірну Саудівської Аравії.

## Клубна кар'єра
У дорослому футболі дебютував 2004 року виступами за команду «Аль-Аглі», в якій провів майже усю кар'єру, вигравши низку національних трофеїв. Також здавався в оренду в катарські клуби «Аль-Гарафа» та «Катар СК».

## Виступи за збірну
17 листопада 2004 року дебютував у складі збірної Саудівської Аравії у домашній грі відбіркового турніру до чемпіонату світу 2006 року проти команди Шрі-Ланки, вийшовши в основному складі. 27 червня 2007 року він забив свій перший гол за неї, відзначившись у гостьовій товариській грі з Сінгапуром.
Наступного року провів п'ять з шести ігор своєї команди на Кубку Азії 2007 року, що проходив у Південно-Східній Азії, де разом з командою він дійшов до фіналу, в якому саудівці з мінімальним рахунком поступилися збірної Іраку. У матчі групового етапу цього турніру зі збірної Бахрейну зробив дубль.
На провальному для саудівців Кубку Азії 2011 року у Катарі Тайсір відзначився одним забитим м'ячем, зрівнявши рахунок в грі з командою Сирії. Він також зіграв у двох матчах теж невдалого для його команди наступного Кубка Азії 2015 року в Австралії.
У відбірковому турнірі до чемпіонату світу 2018 року Аль-Джассім забив шість голів, допомігши команді пробитись у фінальний етап чемпіонату світу 2018 року у Росії, куди також поїхав.

## Досягнення

### Командні
- Чемпіон Саудівської Аравії: 2015/16
- Володар Кубку Саудівської Федерації футболу: 2006/07
- Володар Кубку наслідного принца Саудівської Аравії: 2006/07, 2014/15
- Володар Клубного кубка чемпіонів Перської затоки: 2008
- Володар Саудівського кубка чемпіонів: 2011, 2012, 2016
- Володар Суперкубка Саудівської Аравії: 2016

### Збірні
- Срібний призер Кубка Азії: 2007

### Індивідуальні
- Футболіст року в Саудівській Аравії: 2012
- Гравець року «Аль-Аглі»: 2011/12
- Найкращий півзахисник Саудівської Аравії: 2011/12